# 圣皮埃尔拉诺阿耶
圣皮埃尔拉诺阿耶（法語：Saint-Pierre-la-Noaille，法語發音：[sɛ̃ pjɛʁ la nɔaj]）是法国卢瓦尔省的一个市镇，位于该省北部，卢瓦尔河右岸，北侧和索恩-卢瓦尔省接壤，属于罗阿讷区。

## 地理
圣皮埃尔拉诺阿耶（46°10'46"N, 4°5'48"E）面积7.21 平方千米，位于法国奥弗涅-罗讷-阿尔卑斯大区卢瓦尔省，该省份为法国中南部省份，北起顺时针与索恩-卢瓦尔省、罗讷省、伊泽尔省、阿尔代什省、上盧瓦爾省、多姆山省和阿列省接壤。
与圣皮埃尔拉诺阿耶接壤的市镇（或旧市镇、城区）包括：圣博内德克赖、弗勒里拉蒙塔涅、伊格朗德、布列农、圣尼济耶苏沙尔略。

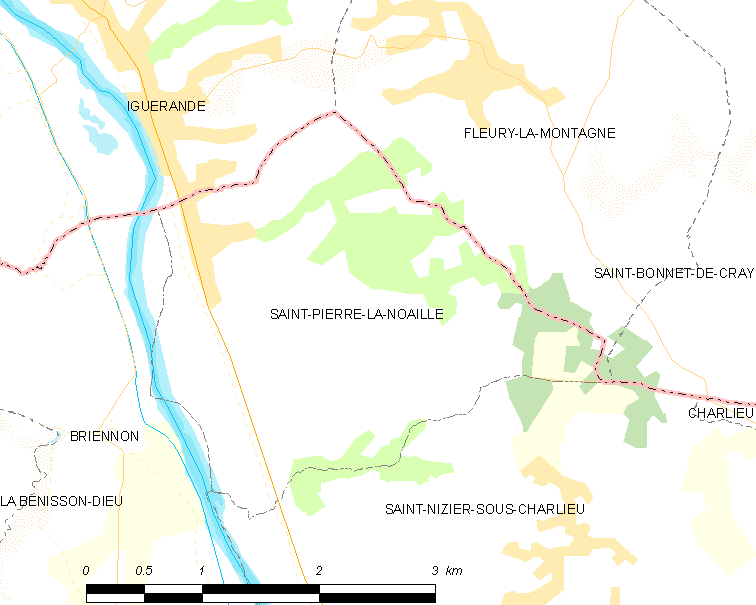
圣皮埃尔拉诺阿耶的OSM定位图

圣皮埃尔拉诺阿耶的时区为UTC+01:00、UTC+02:00（夏令时）。

## 行政
圣皮埃尔拉诺阿耶的邮政编码为42190，INSEE市镇编码为42273。

## 政治
圣皮埃尔拉诺阿耶所属的省级选区为沙尔略县。

## 人口

1962-2008年间圣皮埃尔拉诺阿耶人口变化图示

圣皮埃尔拉诺阿耶于2022年1月1日时的人口数量为381人。

## 交通
卢瓦尔省省道482线经过圣皮埃尔拉诺阿耶内。